# یونگ گیل اوکی
یونگ گیل اوکی (انگلیسی: Jung Gil-ok؛ زادهٔ ۸ سپتامبر ۱۹۸۰) شمشیرباز اهل کره جنوبی است.